# Fayṣal bin Salmān Āl Saʿūd
Fayṣal bin Salmān Āl Saʿūd (in arabo فيصل بن سلمان بن عبد العزيز آل سعود‎?; Gedda, 25 dicembre 1970) è un politico e imprenditore saudita, membro della famiglia reale Al Saʿūd.

## Primi anni di vita e formazione
Nato a Gedda il 25 dicembre 1970 è il quinto figlio di re Salman. Sua madre era Sultana bint Turki Al Sudairi, morta a 71 anni nel luglio 2011. Era la figlia dello zio di Salman, Turki bin Ahmad Al Sudairi, che è stato in precedenza governatore della Provincia di Asir. Faysal bin Salman è fratello germano dei principi Fahd, Ahmad, Sultan, Abd al-Aziz e della principessa Hassa (nata nel 1974).
Faysal bin Salman ha conseguito una laurea in scienze politiche presso l'Università Re Sa'ud e nel 1999 un dottorato di ricerca presso l'Università di Oxford. La sua tesi di dottorato era intitolata "Iran, Arabia Saudita e il golfo: potenza politica nella transizione del 1968 - 1971". L'opera è stata pubblicata nel 2003 dalla casa editrice I.B. Tauris.

## Carriera
Prima di intraprendere la carriera imprenditoriale, Faysal bin Salman è stato professore di scienze politiche all'Università Re Sa'ud. Nel corso della sua carriera accademica ha studiato soprattutto i rapporti politici nella regione del golfo Persico.
Dopo la morte di suo fratello Ahmad, avvenuta nel 2002, il principe Faysal ha assunto la presidenza del Gruppo saudita di ricerca e marketing (SRMG), la più grande società di media del Medio Oriente. Egli possiede circa il sette per cento della società, mentre la famiglia del suo defunto fratello Ahmad ne possiede il tre per cento. Faysal bin Salman è proprietario dei giornali Arab News, Asharq al-Awsat e Al Eqtisadiah. Si dice che tutte queste pubblicazioni prendono una posizione filo-governativa e che abbiano sostenuto le caute riforme intraprese dal defunto re Abd Allah. D'altra parte, queste pubblicazioni sono tutte affiliate al SRMG. Faysal bin Salman ha cominciato a pubblicare una nuova rivista attraverso il SRMG che è una traduzione in arabo della rivista statunitense Robb Report. SRMG pubblica anche una rivista di finanza islamica e una traduzione della rivista di design italiana Domus. L'azienda sta progettando di pubblicare altre traduzioni, tra cui quella di Better Homes and Gardens. Il principe Faysal ha anche istituito una scuola per la formazione dei giornalisti e delle altre categorie lavorative impiegate nel mondo dei media. Dal 2006, è presidente della Jadwa Investment, una banca d'investimento con sede a Riad.
Il 14 gennaio 2013, Faysal bin Salman è stato nominato governatore della provincia di Medina con rango di ministro, in sostituzione del principe Abd al-Aziz bin Majid.
Il fratellastro Turki gli è succeduto come presidente del SRMG.
Il mandato del principe Faysal come governatore della provincia di Medina è terminato il 12 dicembre 2023, quando suo padre ha chiamato a succedergli il principe Salman bin Sultan Al Sa'ud. Nella stessa data il principe Faysal è stato nominato consigliere del re con rango di ministro.

## Corse di cavalli
Entrambi i suoi defunti fratelli Fahd e Ahmad, erano coinvolti nelle corse di cavalli purosangue. Dopo la morte del principe Ahmad nel 2002, Faysal gli è succeduto come capo della Thoroughbred Corporation. Inoltre, egli possiede la Belgrave Bloodstock in Inghilterra.
Nel 2002, Faysal bin Salman aveva dodici cavalli in allenamento, con Paul Cole, Sir Mark Prescott e John Gosden in Inghilterra, Aidan O'Brien in Irlanda, Jean-Claude Rouget in Francia e Julio Canini e Graham Motion negli Stati Uniti. Si dice che il suo migliore cavallo sia Last Second. Nel 1995, ha vinto il Cherry Hinton Stakes con il cavallo Applaud. L'anno dopo, ha vinto la Sun Chariot Stakes e la Nassau Stakes. Last Second in seguito è diventata la sua miglior cavalla e attualmente risiede con altre otto cavalle nella scuderia Kirtlington nell'Oxfordshire. Il suo manager di corsa è l'allenatore britannico Paul Webber. Nel 2011, Central Park era il miglior puledro del principe.
Il principe Faysal ha allevato Aussie Rules nel Kentucky e attualmente sta correndo in collaborazione con Susan Magnier e Michael Tabor. Possiede quattro cavalle che vivono nella fattoria Indian Creek nei pressi di Paris (Kentucky). Nell'ottobre 2005, il puledro Bold Glance, figlio di Last Second, è stato venduto in un'asta pubblica per 2 202 250 di dollari. Last Second, ha generato diversi altri puledri, fra questi vi è il più volte vincente Approach. Altri cavalli di sua proprietà vivono nella scuderia Kirtlington di Chris Budgett nel Regno Unito.

## Altre posizioni
Il principe Faysal, nel 2009, è entrato nel consiglio dell'Istituto internazionale di studi strategici. Egli è anche presidente del Consiglio di responsabilità sociale a Riyad. Inoltre, presiede il comitato esecutivo della Società Ensan che si occupa di vari programmi di sostegno agli orfani.

## Opinioni
Nel 2007 ha dichiarato che il cambiamento sociale in Arabia Saudita doveva essere lento.

## Vita personale
Il principe è sposato con Lulua bint Ahmad bin Al Sudairi e ha tre figli: Fahd, Ahmad e Khalid.

## Premi
Faysal bin Salman, nel 2004, è stato nominato "Uomo dell'anno 2004 nel mondo degli affari" dalla rivista Arabian Business. Inoltre, nel 2009, è stato nominato Presentatore dell'anno dal Forum dei media arabi.